# Igła (Dolina Będkowska)

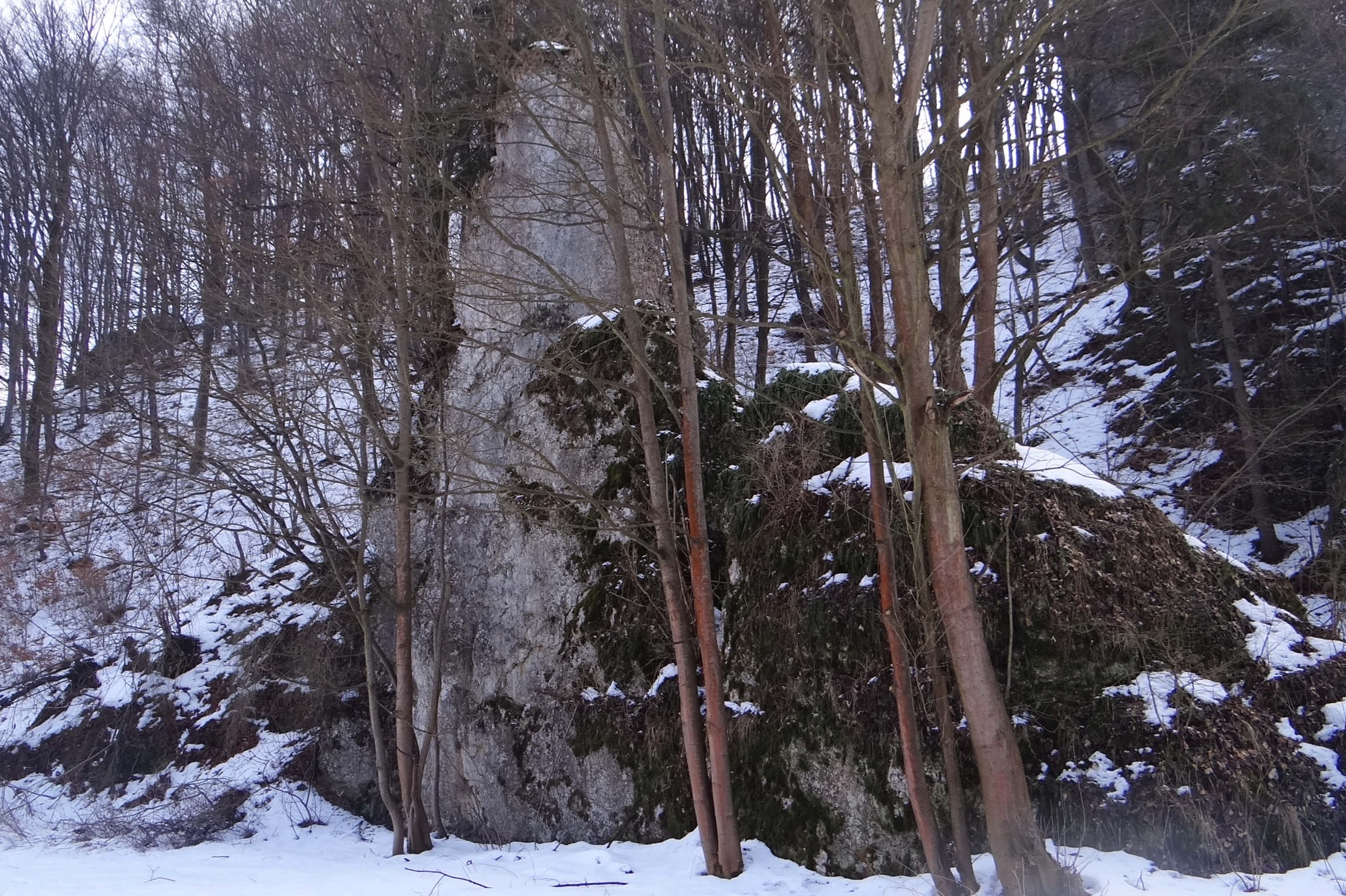

Igła – skała w postaci igły skalnej w środkowej części Doliny Będkowskiej na Wyżynie Krakowsko-Częstochowskiej. Znajduje się na dnie doliny, po wschodniej stronie drogi i szlaku turystycznego, w odległości około 110 m na północ od charakterystycznej i dobrze widocznej, bo stojącej zaraz przy drodze skale Iglica. Igła mniej rzuca się w oczy, od strony drogi jest bowiem nieco przysłonięta drzewami i jest niższa od Iglicy. Administracyjnie znajduje się w granicach wsi Będkowice w województwie małopolskim, w powiecie krakowskim, w gminie Wielka Wieś, ponadto tylko jej wierzchołek ma kształt skalnej igły.
Zbudowana jest z wapienia, jak wszystkie skały w Dolinie Będkowskiej. Wiele z nich jest obiektem wspinaczki skalnej. Igła jednak nie wzbudziła ich zainteresowania.

## Szlaki turystyczne
– niebieski, prowadzący przez całą długość doliny.